# Bełasica Strumica
Bełasica Strumica – północnomacedoński klub piłkarski powstały w 1922 w mieście Strumica.

## Krótka historia
Bełasica Strumica zdobyła mistrzostwo Macedonii w latach 1983 i 1988, jednak w tamtym czasie były to zaledwie rozgrywki regionalne w byłej Jugosławii. Zespół wystąpił w pierwszym sezonie 1. ligi macedońskiej po tym, jak kraj ten ogłosił niepodległość. Zespół spadł z 1. ligi w sezonie 1997/1998, aby powrócić do niej w sezonie 2000/2001. Wtedy też zespół odnosił największe sukcesy. W 2001 drużyna zajęła 4. miejsce, a w następnych dwóch sezonach ekipa ze Strumicy zdobywała 2. miejsce, które jest jej najlepszym wynikiem od ogłoszenia przez Macedonię niepodległości. Następne sezony nie były już tak udane, aż w końcu w sezonie 2005/2006 zespół zajął ostatnie, 12. miejsce w lidze i spadł do Wtorej Ligi, w której występuje do dziś.
Wychowankiem tej drużyny jest Goran Pandew.

## Europejskie puchary
Legenda do wszystkich tabel:
- Q – runda eliminacyjna, 1/16, 1/8, 1/4, 1/2 – odpowiednia faza rozgrywek, Grupa – runda grupowa, 1r gr – pierwsza runda grupowa, 2r gr – druga runda grupowa, F – finał, R – runda, PO – play-off
- k. – rzuty karne, los. – losowanie, Dogr. – dogrywka, w. – zasada bramek strzelonych na wyjeździe

| Sezon   | Rozgrywki   | Runda | Przeciwnik | Dom | Wyjazd | Ogólnie |
| ------- | ----------- | ----- | ---------- | --- | ------ | ------- |
| 2002/03 | Puchar UEFA | 1Q    | Leixões SC | 1–2 | 2–2    | 3–4     |
| 2003/04 | Puchar UEFA | 1Q    | NK Celje   | 0–5 | 2–7    | 2–12    |